# Cavità reogenetica
Per cavità reogenetiche o singenetiche si intendono le grotte di origine vulcanica che, per la singolarità dei meccanismi che le hanno generate, sono originatesi insieme con la roccia che li contiene, ossia le colate laviche. Questa è la caratteristica fondamentale che le distingue dalle altre cavità naturali che sono dovute all'azione fisica (erosione) e chimica (corrosione) di escavazione delle acque per centinaia di migliaia di anni, se non addirittura in milioni di anni, nelle rocce carbonatiche (calcare) e nei gessi, mentre la formazione di una grotta lavica avviene spesso nel lasso di una settimana al massimo in alcuni mesi.

Le grotte di origine vulcanica (almeno quelle esistente sull'Etna e nel territorio etneo pedemontano) sono classificate in:
- cavità reogenetiche superficiali;
- cavità reogenetiche di frattura.

## Cavità reogenetiche superficiali
Le cavità reogenetiche superficiali sono dette comunemente gallerie o tunnel di scorrimento (o di svuotamento) lavico. Le colate laviche eruttate procedono sul terreno seguendone la linea di massima pendenza e solo in minima parte per effetto della spinta delle masse eruttate.
Il notevole gradiente termico esistente tra la massa risalente e l'esterno (dell'ordine di 10^3 °C) fa sì che il materiale eruttato si solidifichi con notevole rapidità costituendo argini e croste solide che racchiudono masse ancora calde ed in grado di fluire. Una volta cessata l'alimentazione alle bocche effusive, le caratteristiche di coibenza delle lave consentono alle masse fluide contenute all'interno dei tubi di continuare a fluire svuotandoli parzialmente o completamente.

## Cavità reogenetiche di frattura
Le cavità reogenetiche di frattura sono le cavità che si rinvengono nelle fratture eruttive, piuttosto frequenti sull'Etna, generate dallo scorrimento della lava verso la superficie, attraverso la roccia preesistente, e dal suo successivo riflusso verso l'interno, quando cessa l'attività effusiva oppure quando l'apparato eruttivo si evolve con l'apertura di nuove bocche effusive a quote inferiori. es. Grotta delle Palombe (Etna).

## Principali cavità reogenetiche superficiali
Grotta del Gelo

## Principali cavità reogenetiche di frattura
- Grotta delle Palombe
- Ripa della Naca